# 1981年のスポーツ
1981年（昭和56年）のスポーツについて記述する。

## できごと
- 1月17日 - 大相撲の大関貴ノ花利彰引退
- 3月10日 - 大相撲の横綱輪島大士引退
- 4月26日 - 「国際障害者年」を記念して、熊本で第1回精神薄弱者体育大会開催
- 7月21日 - 大相撲の千代の富士貢、横綱昇進
- 8月20日 - 第1回皆生トライアスロン大会（日本初のトライアスロン大会）
- 9月2日 - 日本体育協会アマチュア委員会、スポンサー付き「冠大会」を事実上承認
- 9月6日～9日 - 日本初の女子サッカーの国際試合が神戸と東京で開催
- 9月30日 - 1988年の夏季オリンピックの開催地がソウルに決定、名古屋誘致失敗
- 10月3日～4日 - 第1回日本スペシャルオリンピック全国大会開催
- 11月1日 - サッカーの釜本邦茂、日本人初の200得点達成
- 11月7日 - 三原正がロッキー・フラットに判定勝ちで新王者に（世界ジュニアミドル級）
- 11月28日 - バレーボールワールドカップ、女子は中国が初世界制覇、男子ではソ連が3度目の優勝

## 総合競技大会
- 第10回冬季ユニバーシアード（スペイン・ハカ・2月24日～3月4日） - 日本の獲得メダル:金0、銀2、銅2
- 第2回スペシャルオリンピックス冬季世界大会（アメリカ・スマグラーズノッチ、ストウ（英語版）・3月8日～13日）
- 第11回夏季ユニバーシアード（ルーマニア・ブカレスト・7月19日～30日） - 日本の獲得メダル:金3、銀2、銅2
- 第14回世界ろう者競技大会（西ドイツ・ケルン・7月23日～8月1日） - 日本の獲得メダル:金7、銀4、銅2
- 第1回ワールドゲームズ（アメリカ・サンタクララ・7月24日～8月2日）
- 第36回びわこ国体（冬季スケート・アイスホッケー - 山梨県・1月26日～29日、冬季スキー - 新潟県・2月21日～24日、夏季 - 滋賀県・9月13日～16日、秋季 - 滋賀県・10月13日～18日）
天皇杯順位:優勝 滋賀県、第2位 東京都、第3位 大阪府
皇后杯順位:優勝 滋賀県、第2位 東京都、第3位 大阪府

## アイスホッケー
- スタンレーカップ決勝（1980-1981シーズン）
ニューヨーク・アイランダース （4勝1敗） ミネソタ・ノーススターズ

## アメリカンフットボール
- 第15回スーパーボウル（1月25日）
ロサンゼルス・レイダース(AFC) 27-10 フィラデルフィア・イーグルス(NFC)

## 競馬
- 皐月賞（4月12日）: カツトップエース（騎手 : 大崎昭一）
- 天皇賞（春）（4月29日） : カツラノハイセイコ（騎手 : 河内洋）
- オークス（5月24日) : テンモン（騎手 : 嶋田功）
- 日本ダービー（5月31日) : カツトップエース（騎手 : 大崎昭一）
- 宝塚記念（6月7日）：カツアール（騎手 : 樋口弘）
- 天皇賞（秋）（10月25日） : ホウヨウボーイ（騎手 : 加藤和宏）
- 菊花賞（11月8日） : ミナガワマンナ（騎手 : 菅原泰夫）
- ジャパンカップ（11月22日） : メアジードーツ（騎手 : キャッシュ・アスムッセン）
- 有馬記念（12月20日） : アンバーシャダイ（騎手 : 東信二）

## ゴルフ

### 世界4大大会（男子）
- マスターズ優勝者：トム・ワトソン（アメリカ）
- 全米オープン優勝者：デビッド・グラハム（オーストラリア）
- 全英オープン優勝者：ビル・ロジャース（アメリカ）
- 全米プロゴルフ優勝者：ラリー・ネルソン（アメリカ）

### 日本
- 賞金王（男子）：青木功
- 賞金女王：岡本綾子

## サッカー
- 第60回天皇杯全日本サッカー選手権大会決勝
三菱重工 1-0 田辺製薬
- 日本サッカーリーグ
1部優勝:フジタ工業
2部優勝:日本鋼管

## 自転車競技

### トラックレース
- 世界選手権トラック競技（チェコスロバキア・ブルノ）
プロ・スクラッチ優勝：中野浩一（5連覇）
プロ・ケイリン優勝：ダニー・クラーク（2連覇）

### ロードレース
- 第64回ジロ・デ・イタリア
総合優勝：ジョバンニ・バッタリン（イタリア）
- 第68回ツール・ド・フランス
総合優勝：ベルナール・イノー（フランス）
- 世界選手権
プロ・個人ロードレース優勝：フレディ・マルテンス（ベルギー）

## テニス

### グランドスラム
- 全仏オープン　男子単優勝：ビョルン・ボルグ（スウェーデン）、女子単優勝：ハナ・マンドリコワ（チェコスロバキア）
- ウィンブルドン　男子単優勝：ジョン・マッケンロー（アメリカ）、女子単優勝：クリス・エバート・ロイド（アメリカ）
- 全米オープン　男子単優勝：ジョン・マッケンロー（アメリカ）、女子単優勝：トレーシー・オースチン（アメリカ）
- 全豪オープン　男子単優勝：ヨハン・クリーク（南アフリカ）、女子単優勝：マルチナ・ナブラチロワ（アメリカ）

ボルグが全仏オープンで史上最多の6勝目を飾るが、ウィンブルドン選手権の決勝でマッケンローに敗れ、大会6連覇を逃す。全米オープンの男子決勝でもマッケンローがボルグを破る。結果として、この年の全仏オープンがボルグの最後の4大大会優勝となった（通算11勝）。全米女子シングルス優勝のオースチンは、ほどなくして背中の故障から“燃え尽き症候群”にかかって現役を引退する。ナブラチロワは1981年7月にアメリカ市民権を取得し、この年の全豪オープンからアメリカ国籍での優勝となる。

## バスケットボール
- NBAファイナル（1980-1981シーズン）
ボストン・セルティックス（東） （4勝2敗） ヒューストン・ロケッツ（西）

## ボクシング
- 三原正がロッキー・フラットに判定勝ちで新王者に（世界ジュニアミドル級）。アメリカ・ロチェスターでのタイトル獲得だった。

## ラグビー
- 第18回日本ラグビーフットボール選手権大会決勝（1月15日・国立霞ヶ丘競技場陸上競技場）
新日鉄釜石 10-3 同志社大学

## 誕生
- 1月3日 - イーライ・マニング（アメリカ、アメリカンフットボール）
- 1月4日 - 小原日登美（青森県、レスリング、+ 2025年）[1]
- 1月14日 - 田口節子（岡山県、競艇）
- 1月16日 - ニクラス・ベントナー（デンマーク、サッカー）
- 1月30日 - 久保田智之（埼玉県、野球）
- 1月30日 - 末綱聡子（大分県、バドミントン）
- 1月30日 - ディミタール・ベルバトフ（ブルガリア、サッカー）
- 1月31日 - 森本稀哲（東京都、野球）
- 1月31日 - 岩田寛（宮城県、ゴルフ）[2]
- 2月10日 - 棟田康幸（愛媛県、柔道）
- 2月21日 - 和田毅（愛知県、野球）
- 2月24日 - レイトン・ヒューイット（オーストラリア、テニス）
- 2月25日 - 朴智星（韓国、サッカー）
- 3月10日 - サミュエル・エトオ（カメルーン、サッカー）
- 3月10日 - 黒海太（グルジア、相撲）
- 3月14日 - ボビー・ジェンクス（アメリカ、野球）
- 3月16日 - カーティス・グランダーソン（アメリカ、野球）
- 3月17日 - 館山昌平（神奈川県、野球）
- 3月23日 - 本田武史（福島県、フィギュアスケート）
- 4月9日 - デニス・サファテ（アメリカ、野球）
- 4月11日 - 鶴岡慎也（鹿児島県、野球）
- 4月12日 - 岩隈久志（東京都、野球）
- 4月19日 - トロイ・ポラマル（アメリカ、アメリカンフットボール）
- 4月24日 - 田中マルクス闘莉王（ブラジル→日本、サッカー）
- 4月24日 - 中西悠子（大阪府、水泳）
- 4月25日 - アニャ・パーソン（スウェーデン、アルペンスキー）
- 4月25日 - フェリペ・マッサ（ブラジル、レーシングドライバー）
- 4月26日 - 武蔵海豊（愛媛県、相撲）
- 5月1日 - ウェス・ウェルカー（アメリカ、アメリカンフットボール）
- 5月8日 - 田島寧子（神奈川県、水泳）
- 5月10日 - 岸田護（大阪府、野球）
- 5月11日 - 松井大輔（京都府、サッカー）
- 5月15日 - ジャスティン・モルノー（カナダ、野球）
- 5月20日 - 田中賢介（福岡県、野球）
- 5月20日 - イケル・カシージャス（スペイン、サッカー）
- 5月22日 - ユルゲン・メルツァー（オーストリア、テニス）
- 5月31日 - ジェイク・ピービー（アメリカ、野球）
- 6月2日 - ニコライ・ダビデンコ（ロシア、テニス）
- 6月3日 - 川﨑宗則（鹿児島県、野球）
- 6月6日 - 宮﨑大輔（大分県、ハンドボール）
- 6月7日 - アンナ・クルニコワ（ロシア、テニス）
- 6月11日 - 朝倉健太（岐阜県、野球）
- 6月25日 - シモン・アマン（スイス、スキージャンプ）
- 6月26日 - 鳥谷敬（東京都、野球）
- 7月1日 - 尾崎好美（神奈川県、マラソン）
- 7月8日 - アナスタシア・ミスキナ（ロシア、テニス）
- 7月16日 - 白乃波寿洋（熊本県、相撲）
- 7月21日 - 根本裕一（茨城県、サッカー）
- 7月23日 - ヤルコ・ニエミネン（フィンランド、テニス）
- 7月25日 - 駒野友一（和歌山県、サッカー）
- 7月25日 - ケビン・クーズマノフ（アメリカ、野球）
- 7月29日 - フェルナンド・アロンソ（スペイン、レーシングドライバー）
- 7月31日 - 糸井嘉男（京都府、野球）
- 8月4日 - 谷本歩実（愛知県、柔道）
- 8月7日 - 朝赤龍太郎（モンゴル、相撲）
- 8月8日 - ロジャー・フェデラー（スイス、テニス）
- 8月15日 - ブレンダン・ハンセン（アメリカ、水泳）
- 8月16日 - ロケ・サンタ・クルス（パラグアイ、サッカー）
- 9月9日 - 川島亮（千葉県、野球）
- 9月20日 - フェリシアーノ・ロペス（スペイン、テニス）
- 9月26日 - セリーナ・ウィリアムズ（アメリカ、テニス）
- 10月1日 - 大友慧（千葉県、サッカー）
- 10月3日 - ズラタン・イブラヒモビッチ（スウェーデン、サッカー）
- 10月6日 - 伊調千春（青森県、レスリング）
- 10月10日 - 那須大亮（神奈川県、サッカー）
- 10月12日 - 名城信男（奈良県、ボクシング）
- 10月15日 - エレーナ・デメンチェワ（ロシア、テニス）
- 10月28日 - 田中一徳（兵庫県、野球）
- 10月29日 - 小松聖（福島県、野球）
- 10月29日 - アマンダ・ビアード（アメリカ、水泳）
- 11月3日 - 正田樹（群馬県、野球）
- 11月4日 - 脇谷亮太（大分県、野球）
- 11月4日 - 宮地静香（兵庫県、クリケット）[3][4]
- 11月16日 - 高山久（熊本県、野球）
- 11月25日 - マウリシオ・ショーグン（ブラジル、格闘家）
- 11月25日 - シャビ・アロンソ（スペイン、サッカー）
- 12月3日 - ダビド・ビジャ（スペイン、サッカー）
- 12月8日 - 馬原孝浩（熊本県、野球）
- 12月9日 - マーディ・フィッシュ（アメリカ、テニス）
- 12月11日 - ハビエル・サビオラ（アルゼンチン、サッカー）
- 12月20日 - ジュリアン・ベネトー（フランス、テニス）
- 12月25日 - 北田瑠衣（福岡県、ゴルフ）
- 12月29日 - 荒川静香（神奈川県、フィギュアスケート）

## 死去
- 2月18日 - 藤本定義（愛媛県、野球、*1904年）
- 3月7日 - ヒルデ・スパーリング（ドイツ、テニス、*1908年）
- 3月20日 - アービング・ジャフィー（アメリカ、スピードスケート、*1906年）
- 3月30日 - ダグラス・ロー（イギリス、陸上競技、*1902年）
- 4月12日 - ジョー・ルイス（アメリカ、ボクシング、*1914年）
- 4月27日 - 曽根康治（埼玉県、柔道、*1928年）
- 5月6日 - 浜崎真二（広島県、野球、*1901年）
- 5月24日 - ヘルベルト・ミューラー（スイス、自動車レース、*1940年）
- 6月7日 - 琴ヶ濱貞雄（香川県、相撲、*1927年）
- 8月2日 - デルフォ・カブレラ（アルゼンチン、陸上競技、*1919年）
- 9月26日 - ロイ・コクラン（アメリカ、陸上競技、*1919年）
- 9月27日 - 尾形藤吉（北海道、競馬、*1892年）
- 11月25日 - モリス・カークシー（アメリカ、陸上競技、*1895年）
- 12月2日 - フランシス・ハンター（アメリカ、テニス、*1894年）
- 12月14日 - 松本善登（島根県、競馬、*1933年）